# A todo el pueblo de la República Socialista Checoslovaca
La proclama A todo el pueblo de la República Socialista Checoslovaca (en checo: Všemu lidu Československé socialistické republiky) fue el anuncio del Comité Central del Partido Comunista de Checoslovaquia (KSČ, por sus siglas en checo y eslovaco) a la ciudadanía de Checoslovaquia, el 21 de agosto de 1968, en la que condenó la invasión del Pacto de Varsovia, que terminó con la Primavera de Praga, calificandola como una negación de las normas básicas del derecho internacional y para informar al pueblo que las tropas ocupaban el territorio checoslovaco en contra de la voluntad de las autoridades constitucionales.

## Historia
El 20 de agosto de  1968, a las 23:40 horas, en una reunión del Presídium del Partido Comunista, el primer ministro Oldřich Černík anunció que las tropas del Pacto de Varsovia habían entrado en el territorio de la República Socialista Checoslovaca. Alrededor de la medianoche, el presidente de la República, Ludvík Svoboda, y el ministro del Interior, Josef Pavel, asistieron a una reunión del Comité Central del Partido Comunista.
Exactamente a la 1:30 la presidencia del Comité Central del Partido Comunista votó por mayoría (cuatro miembros estaban en contra) el texto de la declaración "A todo el pueblo de la República Socialista Checoslovaca". Posteriormente, Zdeněk Mlynář dictó el comunicado a la Radio Checoslovaca, actual Český rozhlas,  mediante una llamada telefónica. Al mismo tiempo, la radio emitió una advertencia a través del locutor Vladimír Fišer (quien casualmente celebraba su cumpleaños número 34) en la estación de Praga y en todos los transmisores conectados de que los oyentes no apaguen los receptores, despierten a sus vecinos y esperen información importante.
A la 1:50, la Radio Checoslovaca comenzó a transmitir el comunicado A todo el pueblo de la República Socialista Checoslovaca. El anuncio se interrumpió después de las primeras frases, ya que el transmisor de radio de onda media fue dado de baja a instancias de Karel Hoffmann, director de la Administración Central de Comunicaciones. Después de él, se desconectaron todos los transmisores de radio, que fueron reemplazados por la radio "Vltava", que inmediatamente comenzó a difundir propaganda soviética en una onda de 210 metros. Sin embargo, la transmisión continuó transmitiéndose por  radio. La proclama se leyó nuevamente a las 2:30 horas.
A las 4:30 de la madrugada, la Radio Checoslovaca reanudó la transmisión regular. Fue leída la proclama A todo el pueblo de la República Socialista Checoslovaca y dio informó sobre la situación en el país.
Posteriormente, también el texto fue impreso en la edición especial del Rudé právo, diario oficial del KSČ, del 21 de  agosto de 1968.

## Texto
Texto de la proclama A todo el pueblo de la República Socialista Checoslovaca por el Comité Central del Partido Comunista del 21 de agosto de 1968:

A todo el pueblo de la República Socialista Checoslovaca
Ayer, 20 de agosto de 1968, alrededor de las 11 pm [noche], las tropas de la Unión Soviética, la República Popular de Polonia, la República Democrática Alemana, la República Popular de Hungría y la República Popular de Bulgaria cruzaron las fronteras estatales de la República Socialista Checoslovaca. Esto sucedió sin el conocimiento del Presidente de la República, el Presidente de la Asamblea Nacional, el Primer Ministro y el Primer Secretario del Comité Central del Partido Comunista y estos órganos.
Durante estas horas se reunió el Presídium del Comité Central del Partido Comunista y se habló de la preparación del XIV congreso del partido. El Presídium del Comité Central del Partido Comunista llama a todos los ciudadanos de nuestra república a mantener la calma y no resistir el avance de las tropas. Por lo tanto, incluso nuestro ejército, Seguridad y Milicias Populares no recibieron la orden de defender el país.
El Presídium del Comité Central del Partido Comunista considera que este acto es contrario no solo a [todos] los principios de las relaciones entre estados socialistas, sino también las normas básicas del derecho internacional.
Todos los dirigentes del Estado, del Partido Comunista y del Frente Nacional permanecerán en sus cargos, para los que fueron elegidos como representantes del pueblo y miembros de sus organizaciones de acuerdo con las leyes y demás normas vigentes en la República Socialista Checoslovaca. Los funcionarios constitucionales convocan de inmediato a la Asamblea Nacional, el gobierno de la república y el Presídium del Comité Central del Partido Comunista a una sesión plenaria del Comité Central del Partido Comunista para discutir la situación.
Presídium del Comité Central del Partido Comunista

21 de agosto de 1968

## En la cultura popular
La proclama también apareció en varias películas checas después de la Revolución de Terciopelo, como la película de 1999 Pelíšky o en la película musical de 2000 Rebelové. También apareció en la serie de 2009 Vyprávěj, donde se hizo un episodio especial para este evento. La grabación de archivo de la proclama emitida por la Radio Checoslovaca también se utilizó en 1992 como introducción de la canción Ruská del álbum Jsme v hajzlu, de la banda S.P.S..